# William Thomas (Gelehrter)
William Thomas († 11. April 1554 in London) war ein englischer Gelehrter und Teilnehmer an der Wyatt-Verschwörung.

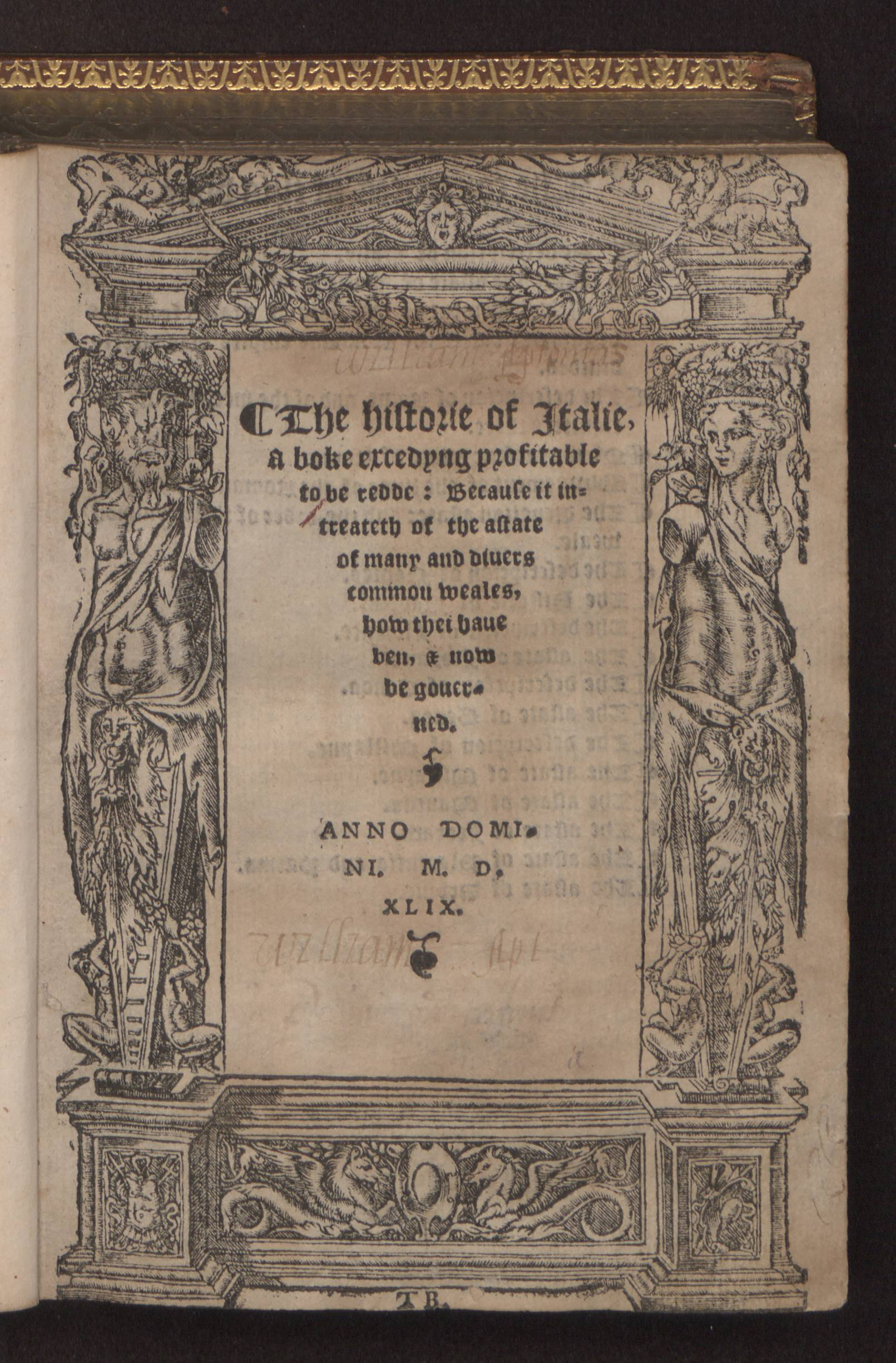
The historie of Italie, 1549

## Leben
Thomas studierte Philosophie und Sprachen an der Universität Oxford und ging 1544 für fünf Jahre nach Italien. Nach seiner Rückkehr veröffentlichte er die Histoire of Italie (1549) und ein Jahr später seine Italian Grammer with a Dictionarie for the Better Understanding of Boccace, Petrarcha and Dante, das erste Werk dieser Art in englischer Sprache. Er wurde Sekretär des Staatsrats und gewann Einfluss auf den jungen Eduard VI. Als dessen Schwester Maria I. Tudor den Thron bestieg (1553), verlor er jedoch seine Stellung. Thomas wurde nach dem Wyatt-Aufstand, an dem er teilgenommen hatte, ins Gefängnis geworfen. Dort verhörte und folterte man ihn, um Elisabeths Mitschuld an der Verschwörung in Erfahrung zu bringen. Thomas unternahm während seines Gefängnisaufenthalts einen Selbstmordversuch; später wurde er des Verrats schuldig erklärt und gehängt.
Thomas verfasste eine Verteidigungsschrift der religiösen Reformen Heinrichs VIII. und übersetzte Werke aus dem Italienischen.

## Werke
- Histoire of Italie (1549)
- Italian Grammer with a Dictionarie for the Better Understanding of Boccace, Petrarcha and Dante (1550)